# گاه‌شماری بودایی
تقویم بودایی (به انگلیسی:Buddhist calendar) در اصل در مناطق جنوب شرق آسیا در کشورهای کامبوج، تایلند، لائوس، میانماروسریلانکا در انواع گوناگون استفاده می‌شود. این تقویم یک تقویم بر پایهٔ حرکت زمین به دور خورشید است که دارای ماه‌هایی به طول ۲۹ و ۳۰ روز است؛ و همانند تقویم‌های خورشیدی دیگر دارای یک ماه ۳۰ روزه (یک روز اضافه) در هر شش سال یک بار است که به لحاظ جبران چند ساعت اختلاف در هر سال که جمع آن‌ها در هر دوره شش ساله معادل یک روز می‌شود، به کار می‌رود.

## شماره گذاری سال‌ها
این شماره گذاری در محل‌ها و انواع گوناگون این تقویم متفاوت است. در تقویم بودایی ابتدای این تقویم ۱۱ مارس ۵۴۵ سال قبل از میلاد مسیح در نظر گرفته شده‌است؛ آن‌ها معتقدند که بودا در این تاریخ از دنیا رفته‌است.